# Selsawet Radwanitschy
Der Selsawet Radwanitschy, Radwanizki Selsawet (belarussisch Радваніцкі сельсавет; russisch Радваничский сельсовет) ist eine Verwaltungseinheit im Rajon Brest in der Breszkaja Woblasz in Belarus. 
Das Zentrum des Selsawets ist das Dorf Wjalikija Radwanitschy. Radwanizki Selsawet liegt im Osten des Rajons und umfasst 4 Dörfer.

## Dörfer
- Franapal
- Malyja Radwanitschy
- Michalin
- Wjalikija Radwanitschy